# 米基爾·約翰·奧比
米基爾·約翰·歐比（英語：John Obi Mikel），原名约翰·迈克尔·恩切库布·奥比纳（英語：John Michael Nchekwube Obinna），也被称为约翰·奥比纳·米克尔（英語：John Obi Mikel），1987年4月22日—）是一名奈及利亞足球員，曾效力於特拉布宗、天津泰达及英格蘭球會車路士，在隊中擔任中場。
這名非洲球員於2005年世界少年足球錦標賽開始走紅，曾被英超曼聯收購，但後來因轉會引發的爭議，最後改投了另一支球會車路士。他加盟車路士首兩年已越加受到重用，兩季各上陣逾廿場聯賽。

## 生平

### 早年
約翰·米基爾出生時的名字是約翰·邁克爾·恩切库布·奥比纳（John Michael Nchekube Obinna），父親是一名公務員。15歲時効力當地球會高原聯，到2003年時首次代表國家參加在芬蘭舉辦的世界少年足球錦標賽。其時因為評述員不斷把其名字串錯，把迈克尔（Michael）串成「米基爾」（Mikel）。所以他決定以後使用「米克尔」這個名稱，指這決定有特別的意思。
在南非的开普敦阿贾克斯（Ajax Cape Town）短暫効力後，米基爾在2005年開始為人熟悉，他參加了世界青年足球錦標賽，他帶領國家隊晉級至決賽，才被阿根廷以2-1擊敗。米基爾在賽後獲得銀球獎，為世青杯第二最佳球員。其時他效力挪威聯賽球會利恩。

### 轉會爭議
米基爾是於2006年轉投英超的車路士，但轉會時卻引發了一些爭議，當中還牽涉到同聯賽球會曼聯。
2005年4月29日，曼聯表示他們和利恩達成協議，成功收購米基爾，簽約4年。消息隨後公佈於其官方網站。但其間米基爾經理人並不知情，而曼聯所簽的是沒約束性合約。據記者指該合約值400萬英鎊，而米基爾將於2006年1月加盟曼聯。與此同時曼聯死敵車路士也發表聲明，指已和米基爾經理人達成協議，但遭利恩否認。而後來的報導指出，車路士早就安排米基爾轉會事宜，只是簽約時間較後。
為作澄清，米基爾匆匆召開記者會，稱自己很高興能加入曼聯，也拍了一張手持曼聯球衣的相片，顯示的球衣號碼是21號。這時有傳聞指利恩一方收到一些匿名恐嚇電話；而在2005年5月11日挪威杯一場比賽進行時，米基爾突然失蹤，引來挪威傳媒大幅報導。利恩主席聲稱米基爾「被綁架」；而曼聯隨後也作相同聲明。他們都指控車路士牽涉這次綁架米基爾的行動中。
後來米基爾被發現和他的經理人一同到了倫敦。米基爾在酒店接受天空體育訪問，聲稱他是被迫和曼聯簽約。他聲稱，曼聯曾給他一個星期考慮，遭他拒絕，而曼聯卻在米基爾沒有代表的情況下硬迫著簽約。曼聯於是向國際足協投訴車路士和米基爾兩位經理人之行為。當時其中一位經理人曾有違規前科。

### 最終轉會至車路士
米基爾轉會僵局在其後出現突破。車路士主動向曼聯和利恩提出新的轉會框架。結果在2006年6月2日，車路士、曼聯和利恩達成協議：米基爾轉投車路士，曼聯同意終止相關合約。車路士支付曼聯1,200萬英鎊作為轉會費，同時並向利恩支付400萬英鎊。協議簽訂後，爭議隨之結束。
2006年7月19日，米基爾正式加盟車路士。米基爾表示希望大家把他稱呼作約翰·米基爾，而不是米基爾·歐比·約翰，因為這個用法較常聽到。

## 國際賽生涯
米基爾首次亮相尼日利亞國家隊，是在2005年8月17日的一場友誼賽，他在下半場入替上場，最後以1-0擊敗利比亞。之後米基爾要到2006年非洲國家杯才再次被徵召入國家隊。尼日利亞首場分組賽是對加納，米基爾沒有出場。不過，他在第二場上陣，面對津巴布韋，在下半場早段的十分鐘內，分別開出角球造就隊友克里斯蒂安·奧博多（Christian Obodo）頂入，和親自射入了一球。到最後一場分組賽，他首次在正選的名單內，該場尼日利亞以2-1擊敗了塞內加爾。截至2006年2月7日，他為國家隊上陣了四次，入了一球。在杯賽期間，他被指示不能對他在球會的事業發表意見。而國際足協則調查有關米基爾接到死亡恐嚇的事宜。

## 車路士生涯

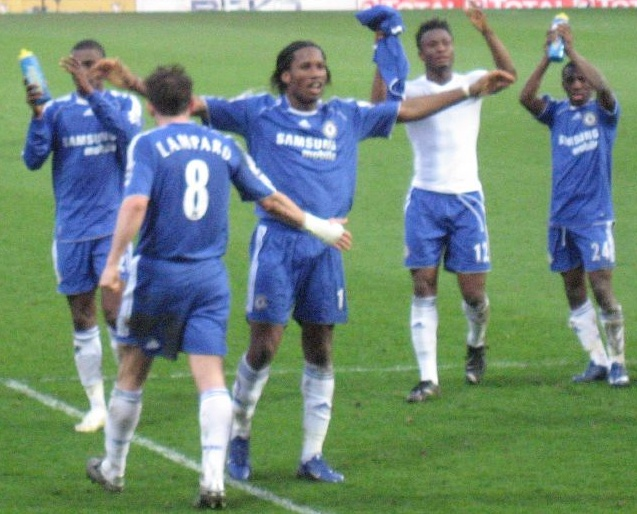
在車路士的約翰·米基爾

2006年9月12日，米基爾首次為車路士上陣，在歐聯分組賽對索菲亞利夫斯基，他射了個令對方守門員無法挽救的射門，造就杜奧巴截獲皮球偷襲得手，賽後米基爾獲得好評。不過，在2006年10月14日對雷丁的賽事中，他被球證趕出場。而他也因練習遲到，被罰三場閉門練習。當時會方對他在場外生活甚有微言，還傳出球會打算把米基爾售出。米基爾其後被放逐一個月，其間他父親表示關注他的行為。在他的行為有所改善後，米基爾獲重召，於2006年11月23日歐洲聯賽冠軍盃分組賽作客對雲達不來梅的賽事中上陣。而在2007年1月6日英格蘭足總杯對马科斯菲尔德的賽事中，他射入了加盟以來首個入球，協助球會以6-1大勝對手。在下一圈對諾定咸森林的賽事中，他也射入了一球。
米基爾於2006-07年度的球季共為車路士上陣22次，並於足總杯決賽正選上陣，為車路士贏得2007年度足總杯冠軍，表演受到一致好評；2007-08年球季也上陣了29場聯賽，只是未有入球進帳。
2012年11月22日，英格蘭足總正式指控米基爾，他涉嫌在上月對陣曼聯的聯賽中侮辱球證马克·克拉滕博格而被罰三場停場和罰款六萬英鎊。
值得一提是，直至2013年7月6日，米基爾仍然從未在英超聯賽中為車路士取得入球。
直到2013年9月22日，主場對陣富勒姆的比賽，終斬獲英超第一球，並協助球隊以2:0勝出。

## 榮譽
球會榮譽
- 英格蘭超級聯賽
  - 冠軍：2009-10年；2014/15年
- 足總杯
  - 冠軍： 2007年、2009年、2012年；
- 聯賽杯
  - 冠軍： 2007年、2015年；
- 社区盾
  - 冠軍：2009年
- 歐洲聯賽冠軍盃
  - 冠軍： 2012年
- 歐霸盃  冠軍 2012-2013

## 外部連結
- 球員資料
- Ferguson attacks Chelsea over Mikel transfer saga （页面存档备份，存于） （衛報, 2005年10月4日）
- Mikel saga nears end as club ease grip Archive.today的存檔，存档日期2007-03-11 （泰晤士報, 2005年12月5日）
- Obi the only loser in shameful tug-of-war （页面存档备份，存于） （每日電訊報, 2006年4月14日）
- Mikel saga ends with Chelsea move （页面存档备份，存于） （歐洲足球協會, 2006年6月3日）